# 章武県 (黄カ市)
章武県（しょうぶ-けん）は中華人民共和国河北省にかつて存在した県。現在の黄驊市南西部に相当する。
前漢により設置され、南北朝時代、北斉により廃止された。